# Rhizopogon roseolus
Шоро (Rhizopogon roseolus) — це ектомікоризний гриб, який використовується як інокулянт ґрунту в сільському господарстві та садівництві. 

## Використання
Він вважається делікатесом у Східній Азії та Японії, де його називають шоро.  Методи комерційного вирощування цього гриба на соснових плантаціях були розроблені та застосовані з успішними результатами в Японії та Новій Зеландії. 

## Галерея

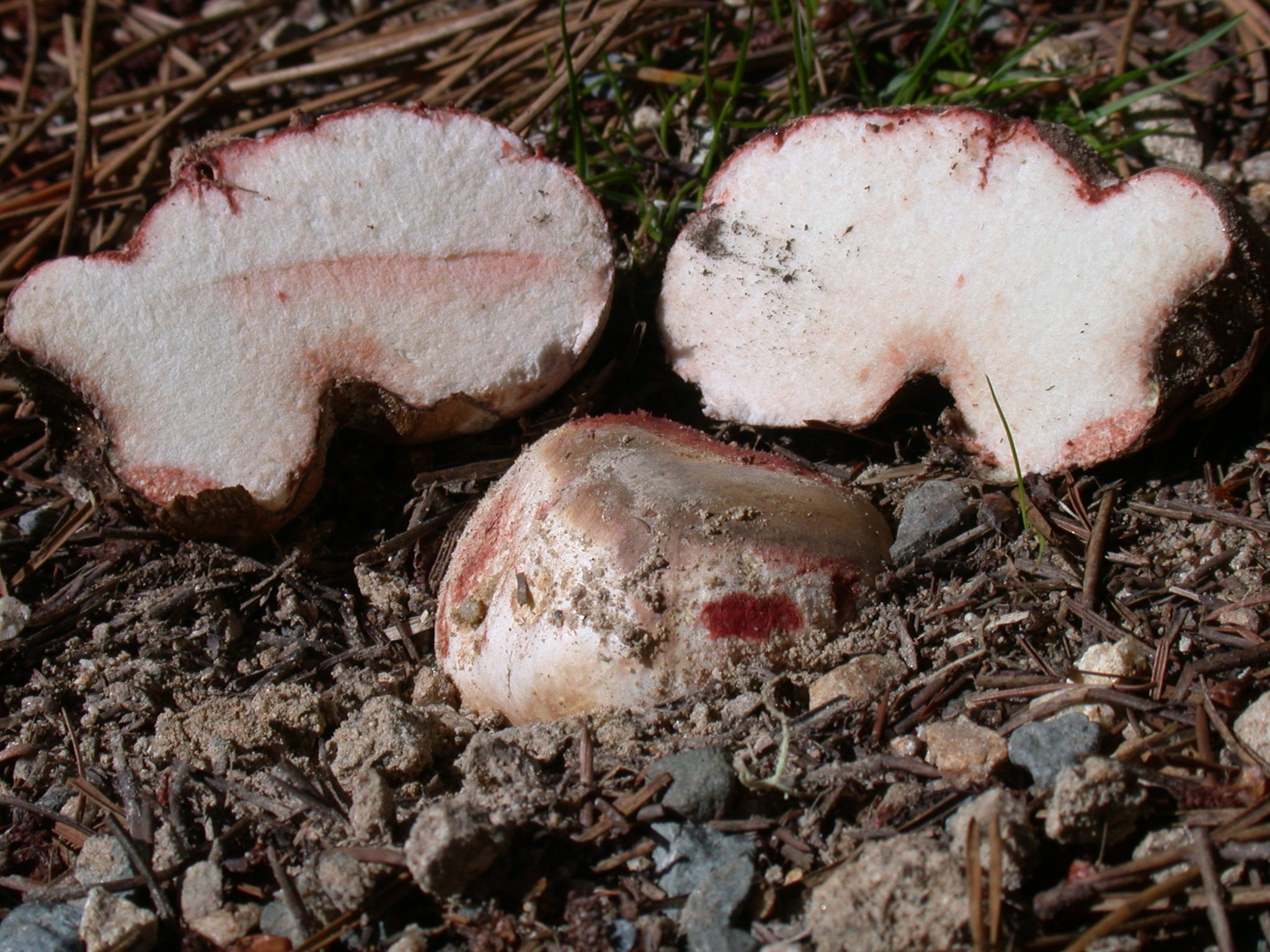